# Trzęsienie ziemi w Chile (2010)
Trzęsienie ziemi w Chile – trzęsienie ziemi o magnitudzie 8,8, którego hipocentrum znajdowało się pod dnem oceanu, na głębokości 35 km, około 8 km od wybrzeża Chile (regionu Maule). Do trzęsienia doszło 27 lutego 2010 o godzinie 3:34 czasu lokalnego (7:34 czasu polskiego) i trwało od 10 do 30 sekund. Po głównym wstrząsie nastąpiły wstrząsy wtórne, najsilniejsze o magnitudzie 6,2. 11 marca 2010 roku nastąpiły dwa wstrząsy wtórne o magnitudzie 7,2.

Było to najsilniejsze trzęsienie ziemi na świecie od 2004 roku i  5. najsilniejsze od 1900 roku. Trzęsienie było skutkiem zderzenia się dwóch płyt tektonicznych: płyty południowoamerykańskiej z płytą Nazca. Płyty te zderzają się w tempie ok. 8 cm rocznie i jest to jedna z największych prędkości zderzeń płyt na Ziemi. W czasie trzęsienia płyta Nazca zanurzyła się pod płytę południowoamerykańską – skały przesunęły się względem siebie na odległość do 11 m. Ogromne masy skalne przesunęły się bliżej środka Ziemi, co skróciło dobę o 1,26 μs, i zmieniło środek ciężkości Ziemi, co przesunęło oś ziemską o 8 cm.

## Straty
W Chile pozrywane były linie energetyczne i telefoniczne. Zamknięto lotnisko międzynarodowe w Santiago. Nieczynne były także kopalnie miedzi oraz rafinerie ropy naftowej. W Concepción około pół miliona domów zostało poważnie uszkodzonych. Łączna liczba ofiar śmiertelnych wyniosła 525 osób.

## Tsunami
Po trzęsieniu wydano ostrzeżenie przed tsunami, które obowiązywało w Chile, Peru, Kolumbii, Panamie, Kostaryce i na Antarktyce, a także na Hawajach i innych wyspach Pacyfiku.
Tsunami wywołało poważne zniszczenia w portowym mieście Talcahuano oraz na wyspach archipelagu Juan Fernández, gdzie co najmniej 4 osoby poniosły śmierć, a 13 innych uważa się za zaginione. Tsunami oczekiwane na Hawajach i w Australii nie okazały się niebezpieczne. Japonia i Rosja ogłosiły stan pogotowia i zarządziły ewakuację terenów nadbrzeżnych. Japonia obawiała się 28 lutego fal o wysokości ponad 3 metrów, jednak również i te obawy się nie potwierdziły.

## Galeria

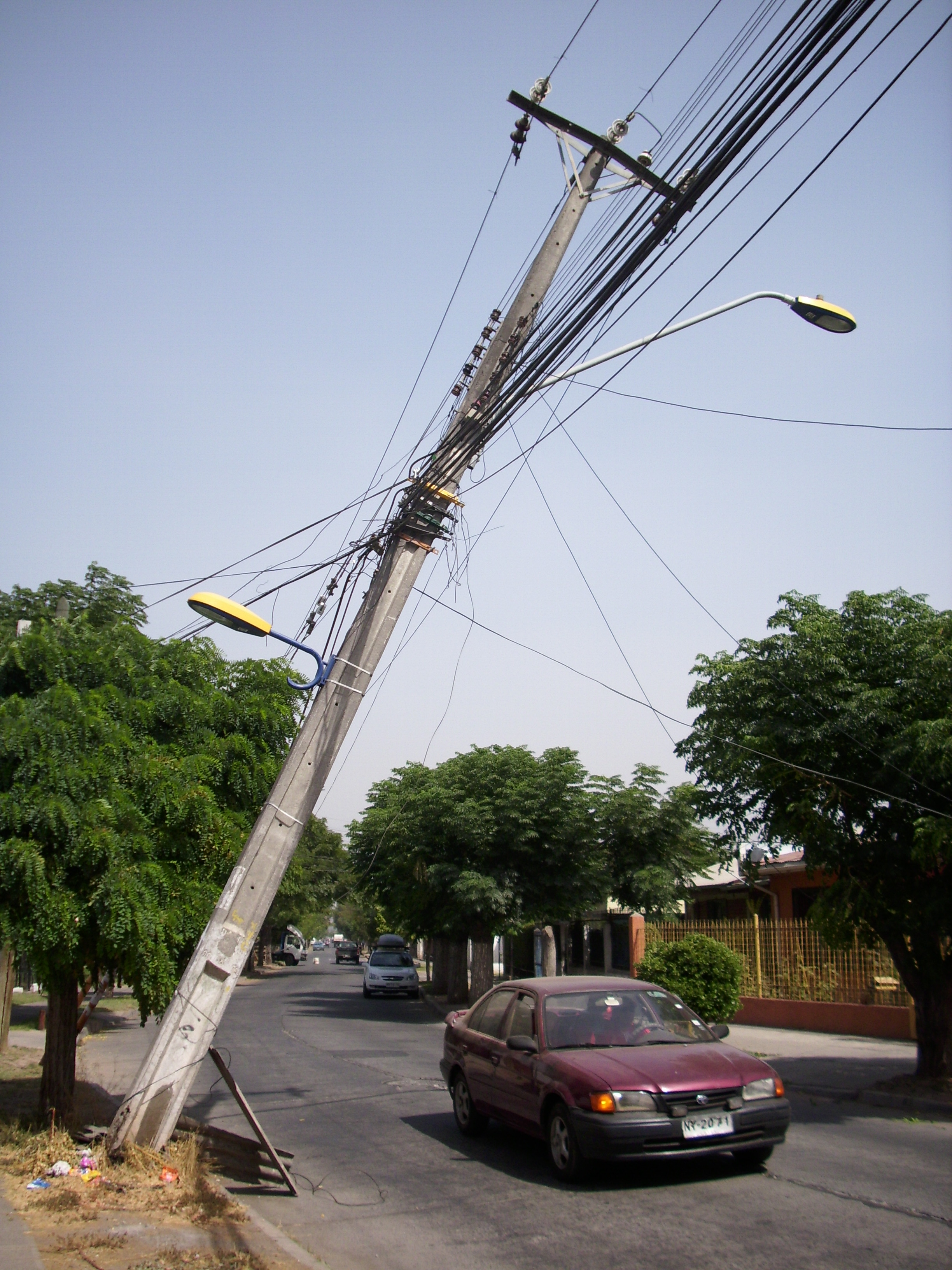
Uszkodzony słup linii energetycznej
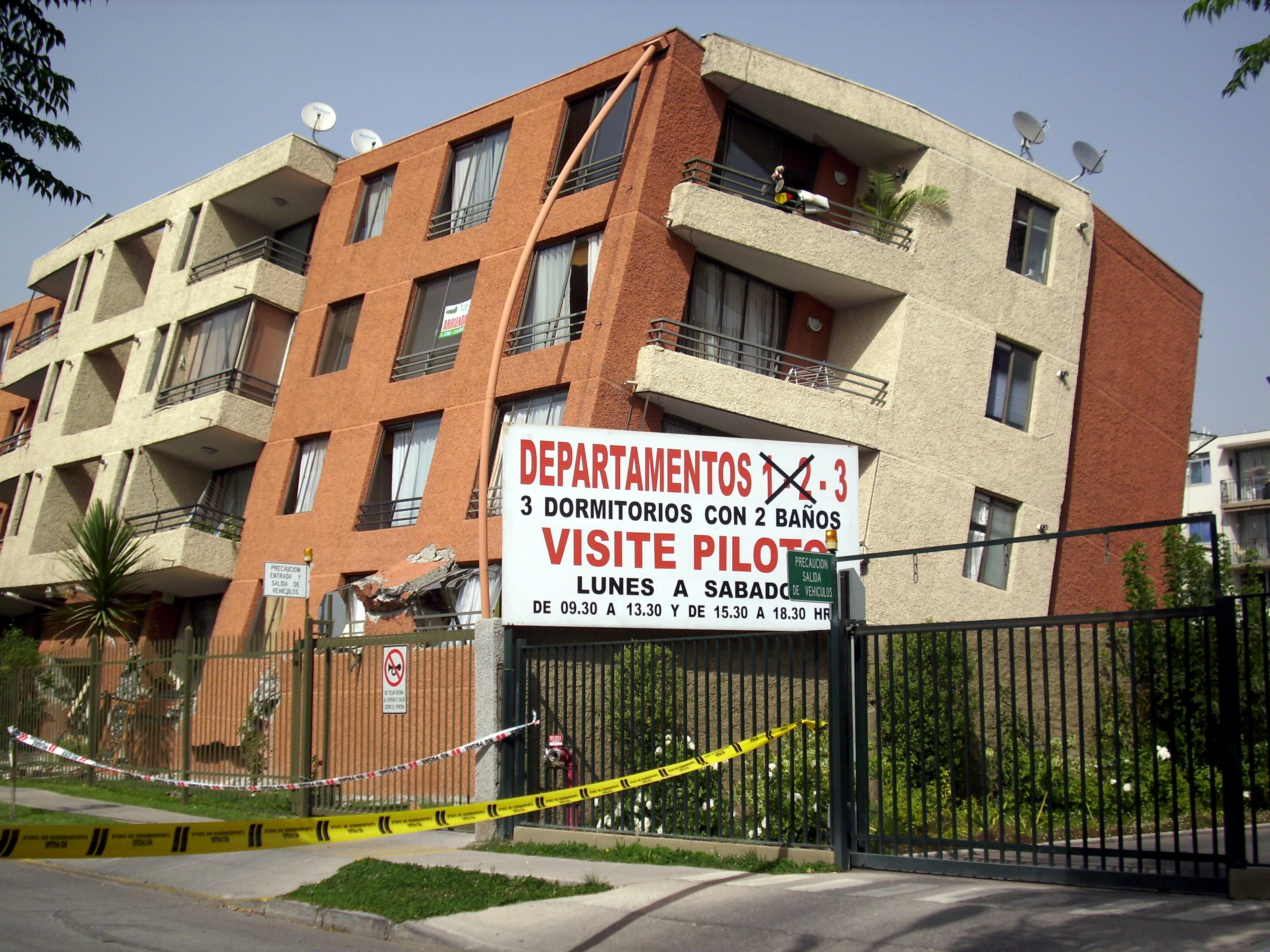
Zniszczone budynki w Maipú
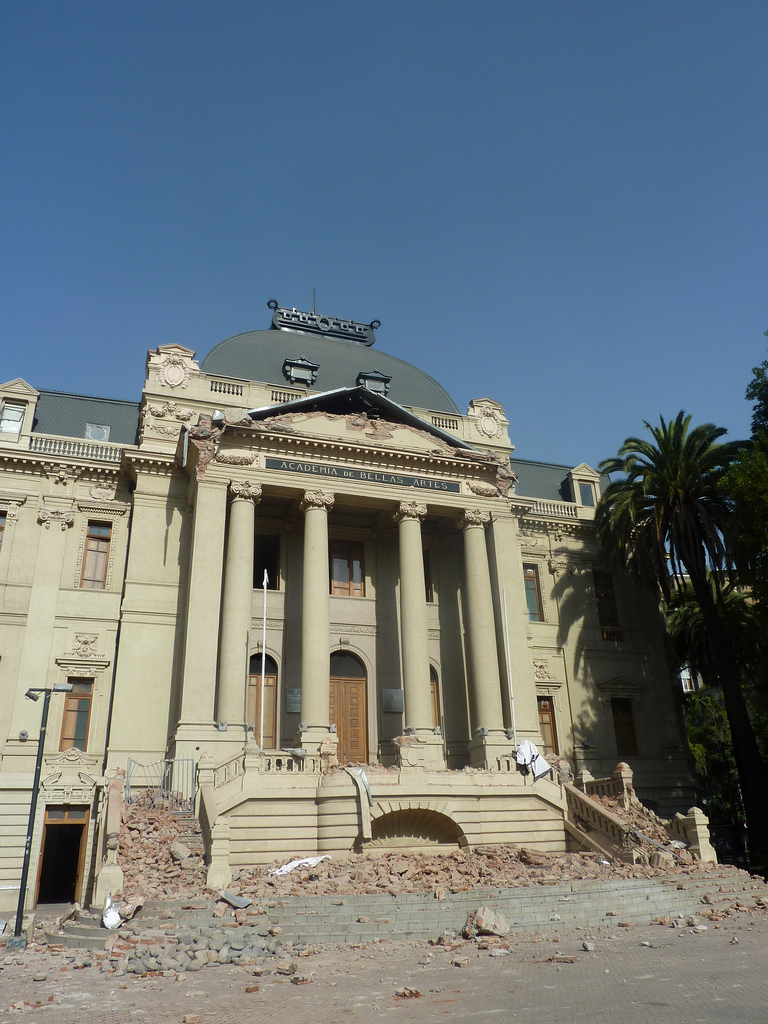
Uszkodzone Muzeum Sztuki w Santiago
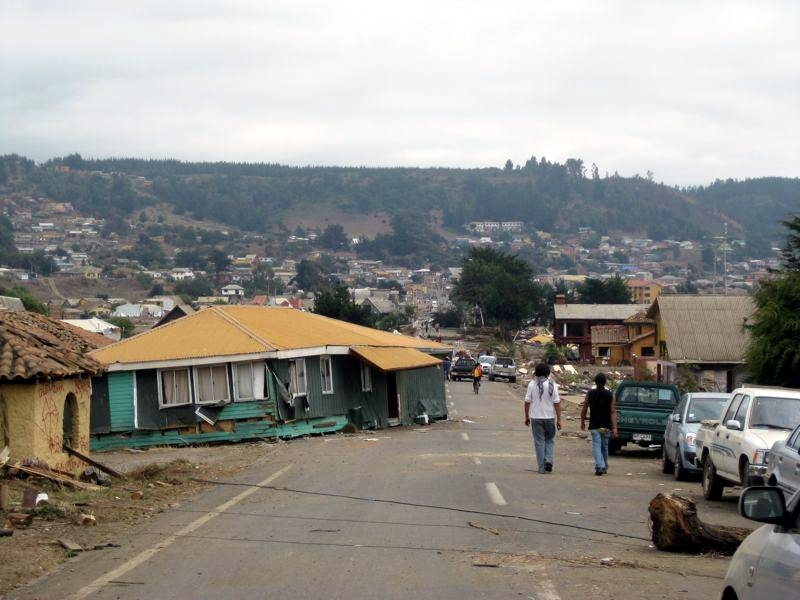
Dom przesunięty w wyniku trzęsienia ziemi